# Pixel 5
De Pixel 5 is een Android smartphone die is ontworpen, ontwikkeld en op de markt gebracht door Google als onderdeel van de Google Pixel productlijn. De telefoon is de opvolger van de Pixel 4 en werd officieel aangekondigd op 30 september 2020 tijdens het 'Launch Night In'-evenement, net als de Pixel 4a (5G). De telefoon werd op 29 oktober in de Verenigde Staten uitgebracht. Het is de eerste leidende smartphone in de Pixel-reeks die geen XL-versie heeft. Op 19 oktober 2021 werd de telefoon opgevolgd door de Pixel 6 en de Pixel 6 Pro.

## Specificaties

### Ontwerp en hardware
De Pixel 5 is gebouwd met behulp van een "100% gerecyclede aluminium behuizing" en met Gorilla Glass 6 voor het scherm. Het toestel is verkrijgbaar in de kleuren Just Black en Sorta Sage, die beide een matte afwerking hebben. De behuizing heeft een dikke coating van kunststof, terwijl de aan/uit-knop geanodiseerd is met een metalen afwerking. De onderkant van het apparaat heeft een USB-C connector die wordt gebruikt voor opladen en de audio-uitvoer. Het toestel heeft stereoluidsprekers, waarvan één, een onderdisplay is en de andere luidspreker rechts van de USB-C-poort zit. Aan de achterkant bevindt zich een capacitieve vingerafdruklezer, die op de Pixel 4 werd verwijderd.
De Pixel 5 maakt gebruik van de Qualcomm Snapdragon 765G system-on-a-chip (bestaande uit acht Kryo 475 cores, een Adreno 620 GPU en een Hexagon 696 DSP), met 8 GB LPDDR 4X RAM en 128 GB niet-uitbreidbare UFS 2.1 interne opslag. De Snapdragon 765G zorgt voor standaard 5G bereik; zowel "sub-6" als millimetergolf (mmWave) netwerken worden ondersteund.
De Pixel 5 heeft een 4080mAh-batterij, een aanzienlijke toename ten opzichte van de 2800mAh-batterij van zijn voorganger. Hij kan snel opladen tot 18 watt en ondersteunt Qi draadloos opladen en "reverse draadloos opladen". Dit wordt mogelijk gemaakt door het weglaten van de spoel voor draadloos opladen in het achterpaneel, bedekt met bio-hars. Het behoudt de waterdichtheid classificatie van IP68 volgens IEC-norm 60529. De Motion Sense functies en gezichtsherkenning van de Pixel 4 zijn weggelaten, evenals Active Edge en Pixel Neural Core.
De Pixel 5 heeft een Oled-scherm met een diameter van 152 mm (6 inch) met HDR10+-ondersteuning, dat werkt met een verversingssnelheid tot 90 Hz; het past zich dynamisch aan de inhoud aan om de levensduur van de batterij te verlengen. Het scherm heeft een beeldverhouding van 19,5:9 en heeft een ontwerp dat vergelijkbaar is met dat van de Pixel 4a, met slanke uniforme randen en een cirkelvormige uitsparing in de linkerbovenhoek voor de camera aan de voorzijde.
De Pixel 5 bevat dubbele camera's aan de achterzijde die zich in een verhoogde vierkante module bevinden. Hoewel de brede camera ongewijzigd is, bevat deze een ultrawide lens die de telelens van de Pixel 4 vervangt. De brede 28 mm 77° f/1.7 lens heeft de Sony Exmor IMX363 12.2 megapixel sensor, terwijl de ultrawide 107° f/2.2 lens een 16 megapixel sensor heeft; beide sensoren worden gedeeld met de Pixel 4a (5G). De camera aan de voorzijde maakt gebruik van een 8-megapixelsensor. Samen met de Pixel 4a (5G) is het de eerste Pixel-telefoon die 4K-video kan opnemen met 60 fps, aangezien eerdere Pixel-telefoons beperkt waren tot 30 fps. Hoewel Pixel Neural Core ontbreekt, is Pixel Visual Core opnieuw geïmplementeerd om Live HDR+ en Dual Exposure-functies die aanwezig zijn op de Pixel 4 te ondersteunen. Aanvullende softwareverbeteringen zijn onder meer: nieuwe verlichte portretmodus, portretmodus voor nachtzicht, een Cinematic Pan instelling en HDR+ met belichtingsbracketing.

### Software
De Pixel 5 werd bij de lancering geleverd met Android 11 en versie 8.0 van de Google Camera app, met functies zoals Call Screen en een Personal Safety-app. Een nieuwe functie die gelijktijdig op de Pixel 4a (5G) is geïntroduceerd, is "Extreme Battery Saver". Deze functie zorgt ervoor dat de apps niet meer op de achtergrond blijven draaien, en alleen essentiële apps laat draaien. Extreme Battery Saver zal beschikbaar zijn op oudere Pixel-modellen als onderdeel van een toekomstige software-update. De Pixel 5 zal naar verwachting drie jaar na de release grote upgrades van het besturingssysteem ontvangen met ondersteuning tot 2023.

## Bekende problemen
Nadat de Pixel 5 was uitgebracht meldden gebruikers dat er diverse problemen met het toestel waren. Zo ging het bijvoorbeeld om een kleine opening tussen het scherm en het frame, oververhitting, problemen met Google Pay, onjuiste werking van de batterij-indicator en het niet verbinden met sommige 5G-netwerken. Enkele van deze problemen werden erkend door Google en men gaf aan te werken aan een oplossing.